# Авіаносець

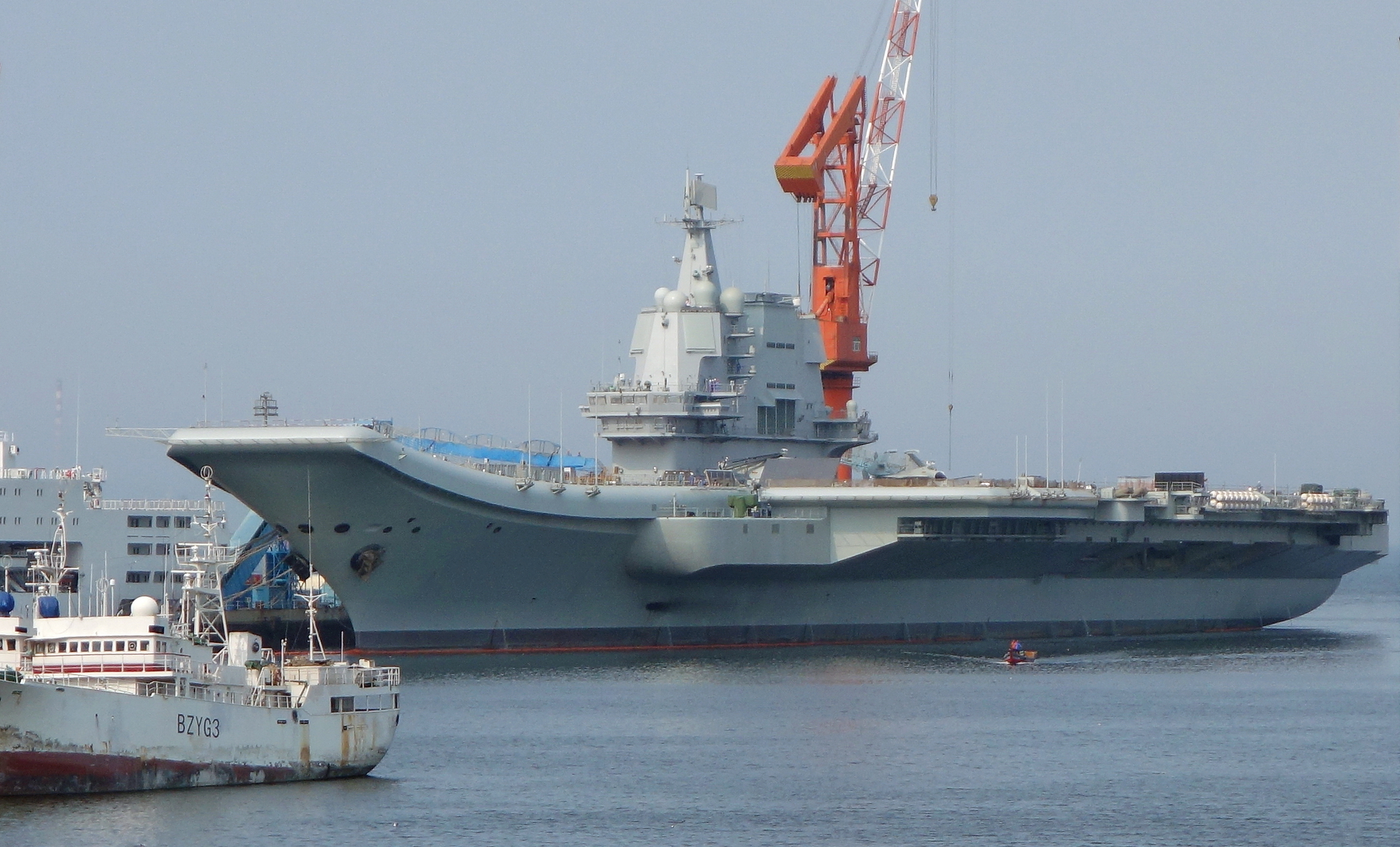
Shandong

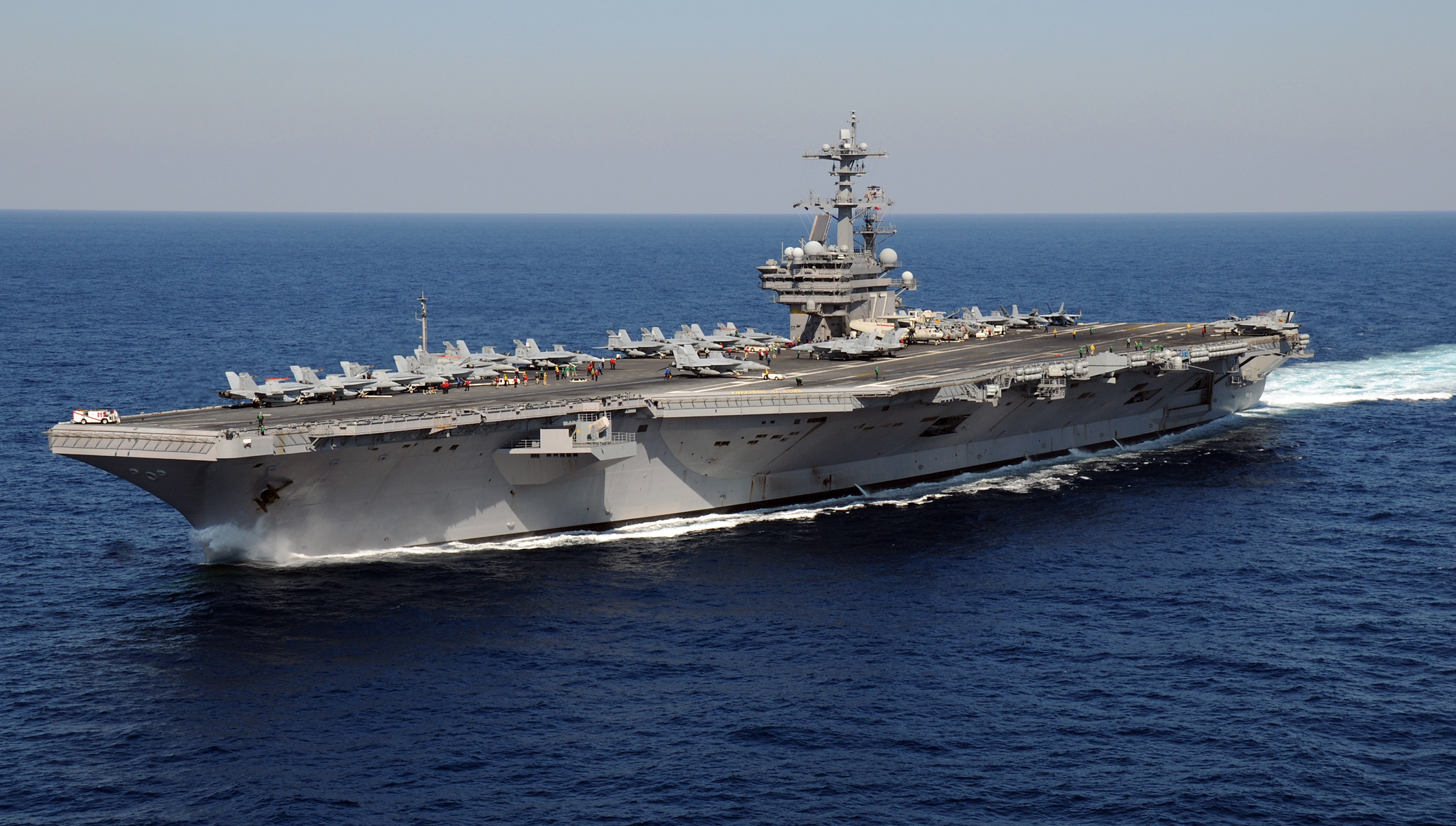
USS George H.W. Bush (CVN 77)

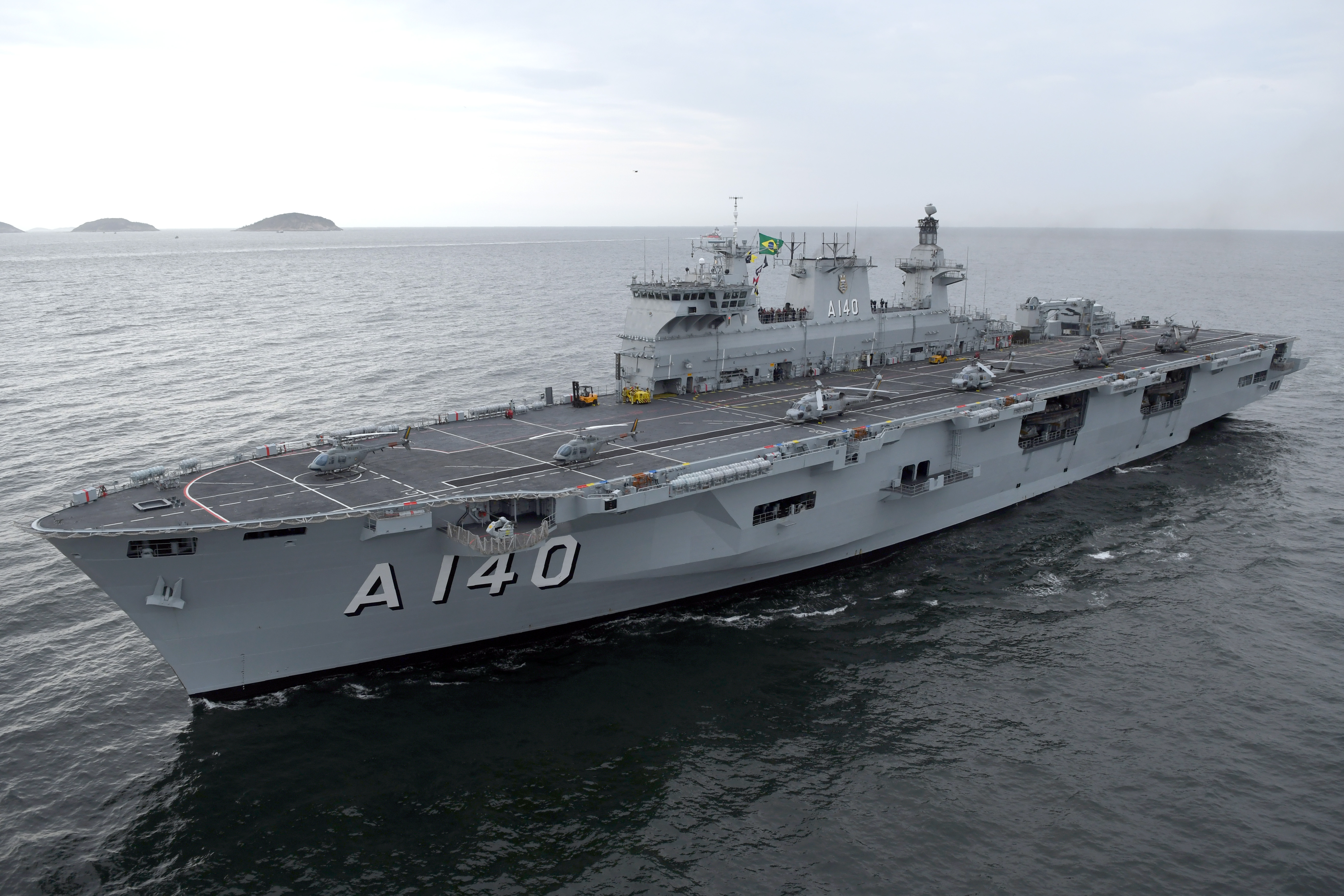
бразильського флоту NAM "Atlântico"

Авіано́сець (англ. aircraft carrier), авіаносі́й, літаконосі́й, літаконосець — великий військовий корабель, метою якого є перевезення авіації у необхідні місця по всій планеті. Виконує роль водної бази перебування авіації.
Авіаносці мають злітно-посадкову палубу й інші засоби забезпечення злету й посадки літаків, а також ангари, технічні засоби обслуговування й заправки авіатехніки, засоби керування й забезпечення польотів.
З початку двадцятого століття авіаносці еволюціонували від дерев'яних суден, що використовувалися для розгортання повітряних куль, до ядерних військових кораблів, які перевозять численні винищувачі, штурмовики, гелікоптери та інші типи літальних апаратів. Хоча більш важкі літаки, як-от ударники та бомбардувальники, можуть злітати з авіаносців, такі літаки не сідають на них. Завдяки своїй дипломатичній і тактичній вазі, мобільності, автономності та різноманітності засобів враження, авіаносці часто є центральною частиною сучасних бойових флотів. Тактично і навіть стратегічно авіаносці замінили лінкори у ролі флагмана флоту. Однією з ключових переваг авіаносця є те що, плаваючи в міжнародних водах, він не порушує жодного територіального суверенітету і, таким чином, усуває потребу в дозволах на польоти від третіх країн, скорочує час і транзитні відстані для літаків, що базуються на ньому, і, отже, значно збільшує час присутності в зоні бойових дій.
Очолюючи авіаносні ударні групи, авіаносці є високоманевреними бойовими одиницями, що дозволяють швидко концентрувати значні сили в будь-якій частині Світового Океану.
Станом на лютий 2023 року у світі налічується 47 діючих авіаносців, які експлуатуються чотирнадцятьма флотами. Військово-морські сили Сполучених Штатів мають 11 великих атомних авіаносців флоту, кожен з яких перевозить близько 80 винищувачів; більшість із них — це найбільші авіаносці у світі, їхня сумарна палубна площа вдвічі більша, ніж решти авіансців всіх країн разом узятих.

## Підтипи авіаносців

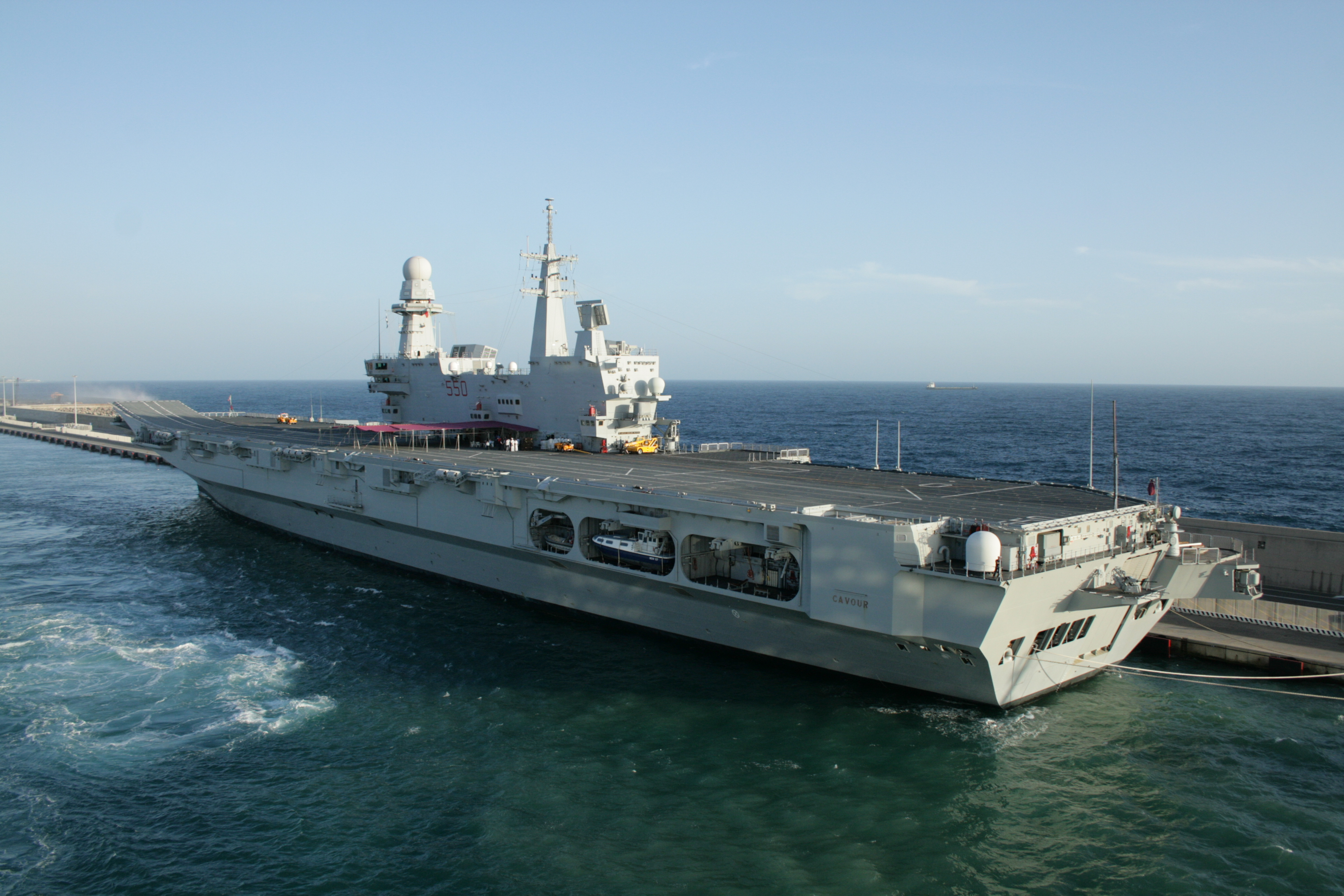
Легкий авіаносець Cavour (550) ВМС Італії.

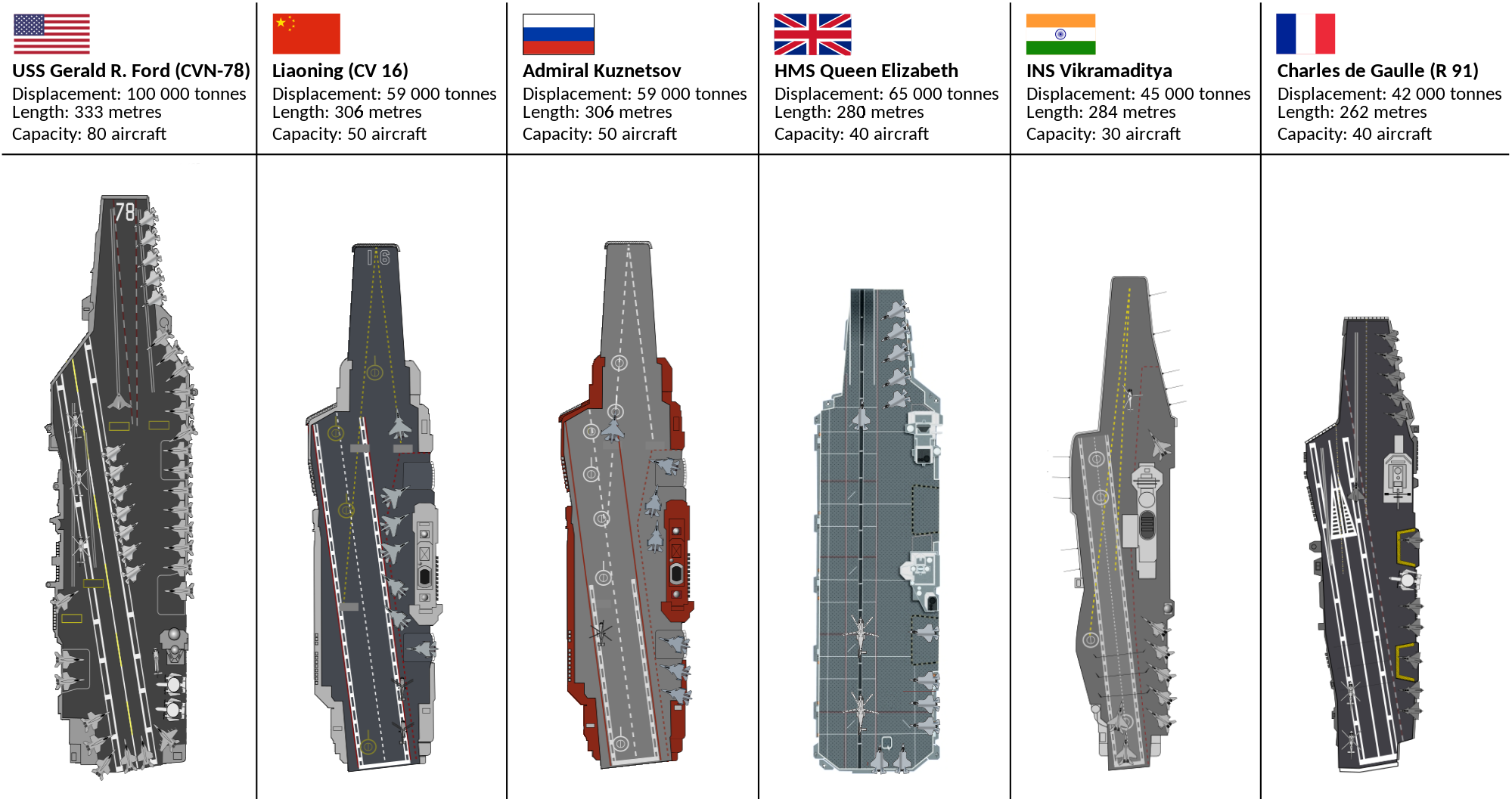
шість різних сучасних авіаносців

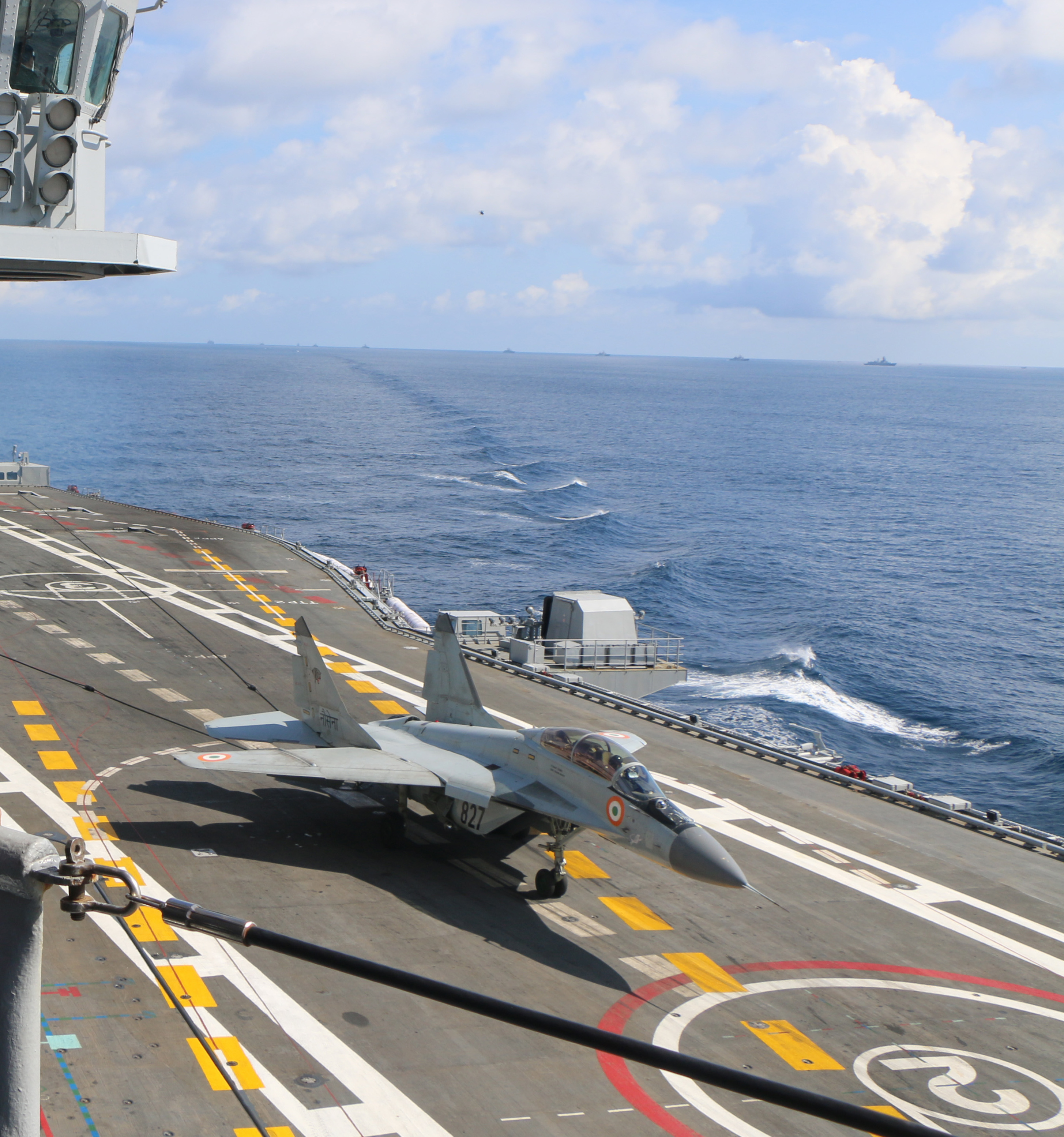
приземлився MiG-29K

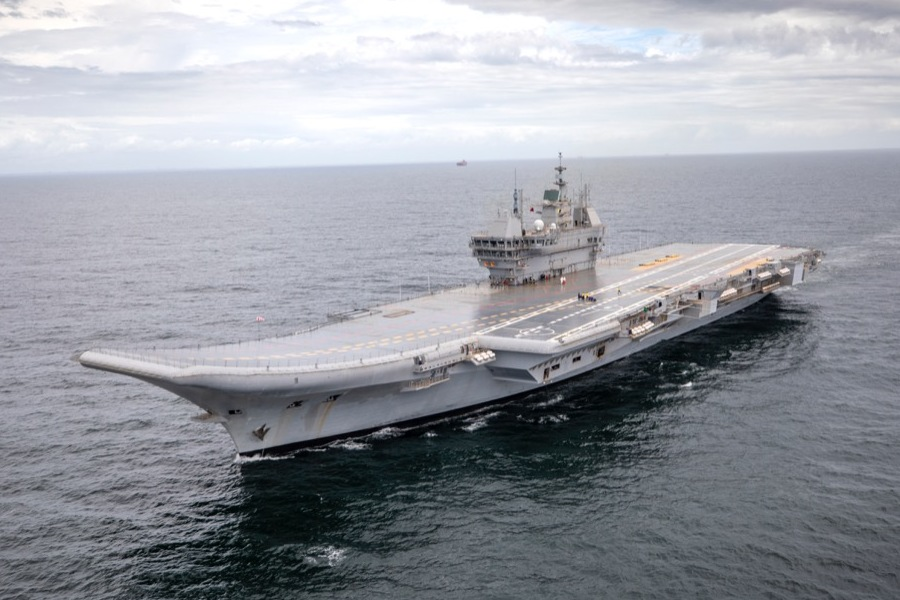
INS Vikrant ВМС Індії має STOBAR конфігурацію.

INS Vikrant польотних палуб.

### Підтипи
- Десантний корабель
- Протичовновий авіаносець
- Аеростатоносець і тендер повітряних куль
- Ескортний авіаносець
- Вертольотоносець
- Легкий авіаносець
- Гідроавіаносець і носій гідролітаків
- Суперавіаносець

### Конфігурації
Чотири основні конфігурації авіаносців на службі військово-морських флотів Світу, розділені за тим, як літак здійснює зліт та посадку:
- Катапульто-злітний і затримувано-посадковий (англ. Catapult-assisted take-off but arrested-recovery, CATOBAR): ці авіаносці, зазвичай, несуть найбільші, найважчі й найозброєніші літаки, хоча менші CATOBAR-ові авіаносці можуть мати обмеження (вантажопідйомність літакового ліфта і т. д.). Три країни в даний час мають авіаносці цього типу: десять у Сполучених Штатах і по одному у Франції та Бразилії (всього дванадцять авіаносців);
- Коротко злітний і затримувано-посадковий (STOBAR): ці авіаносці, як правило, обмежуються перевезенням легких літаків з іншими обмеженими корисного навантаження. STOBAR-носії літаків, таких як Су-33 і, в майбутньому, МіГ-29К на «Адмірал Кузнєцов», в першу чергу, застосовуються для оборони в повітрі й на морі, а не на виконання ударних завдань, які вимагають важких навантажень (бомби і ракети повітря-земля). В даний час Росія, Китай та Індія експлуатують авіаносці цього типу;
- Коротко-злітні з вертикальною посадкою (STOVL): обмежується перевезенням STOVL-літаків. STOVL літаки, такі як Harrier Jump Jet і Як-38, як правило, мають дуже обмежене корисне навантаження, низьку продуктивність та високе споживання палива в порівнянні зі звичайними літаками. Однак, нове покоління STOVL літаків, що, в даний час, складається з F-35B, має значно кращу продуктивність. Цим типом літаконосіїв озброєні одним Індія й двома Італія, Іспанія має один десантний корабель як активний носій STOVL-літаків з чотирьох авіаносіїв; Таїланд має один активний авіа-STOVL-носій але не має жодного STOVL-літака. Деякі аналітики також вважають дев'ять американських десантних кораблів другорядними легкими носіями, що збільшує загальну кількість авіаносіїв до чотирнадцяти;
- Вертольотоносець: вертольотоносці мають схожий на інших авіаносців зовнішній вигляд, і можуть мати регулярні справи з літаками з нерухомим крилом. У деяких з них розроблені додаткові або постійні катапульти для злету STOVL-літаків, деякі перепрофільовані на кораблі командос. Деякі вертольотоносці зі стійкою поверхнею можуть обслуговувати експериментальні літаки (VTOL X-Plane). В даний час більшість вертольотоносців, але не всі, класифікуються як десантні кораблі, завдання яких — висадка і підтримка наземних сил на території супротивника. США має дев'ять суден даного типу, Франція три, Японія два, Велика Британія один, Республіка Корея один й Іспанії один. Десантні кораблі США і Іспанії працюють з STOVL реактивними літаками.

### Розпізнавальні знаки суден
Для позначення авіаносців та пов'язаних із ними кораблів використовують декілька систем позначення.
| Символ | Позначення                                                    |
| ------ | ------------------------------------------------------------- |
| CV     | Важкий авіаносець                                             |
| CVA    | Ударний авіаносець                                            |
| CVAN   | Атомний ударний авіаносець                                    |
| CVE    | Ескортний авіаносець                                          |
| CVG    | Авіаносний крейсер                                            |
| CVHA   | Авіаносець — ударний вертольотоносець (не використовується)   |
| CVHE   | Авіаносець — ескортний вертольотоносець (не використовується) |
| CVL    | Легкий авіаносець                                             |
| CVN    | Багатоцільовий атомний авіаносець                             |
| CVS    | Протичовновий авіаносець                                      |
| LHA    | Універсальний ударний десантний корабель-вертольотоносець     |
| LHD    | Універсальний десантний корабель-вертольотоносець             |
| LPH    | Десантний вертольотоносець                                    |

## Огляд
Авіаносці — найбільші військові кораблі з коли-небудь побудованих. Сучасний авіаносець має на борту кілька десятків літаків, до яких можуть входити винищувачі, штурмовики, літаки-заправники, літаки далекого радіолокаційного виявлення й управління, протичовнові літаки, розвідувальні літаки й літаки радіоелектронної боротьби. Також авіаносець має у своєму розпорядженні групу вертольотів, до якої входять пошуково-рятувальні, розвідувальні, протичовнові й транспортні машини.
Сучасний авіаносець має потужну енергетичну установку, великий запас авіаційного палива й озброєння, що дозволяє значний час діяти на великій відстані від своїх берегів.
Як завдання визначають: протиповітряну оборону морських з'єднань на марші, протичовнову оборону морських з'єднань, повітряну підтримку сухопутних військ у прибережній зоні, знищення протиповітряної оборони супротивника, забезпечення завоювання переваги в повітрі в заданому районі, знищення кораблів супротивника.
Вартість побудови сучасного авіаносця з ядерною руховою установкою становить близько 4 мільярдів доларів США[джерело не вказане 219 днів]. Місячні витрати по утриманню авіаносця (без персоналу) становлять понад 10 мільйонів доларів США.
Список авіаносців за країнами:
| Країна           | На озброєнні | Будується      | Усього |
| ---------------- | ------------ | -------------- | ------ |
| США              | 11           | 3              | 14     |
| Китай            | 2            | 1              | 3      |
| Індія            | 2            | 1              | 3      |
| Велика Британія  | 2            | 0              | 2      |
| Франція          | 1            | 0              | 1      |
| Росія            | 0            | 1 (на ремонті) | 1      |
| Легкі авіаносці: |              |                |        |
| Італія           | 2            | 0              | 2      |
| Іспанія          | 1            | 1              | 2      |
| Туреччина        | 1            |                | 1      |
| Таїланд          | 1            | 0              | 1      |
| Бразилія         | 1            | 0              | 1      |

## Історія

### Перші авіаносці

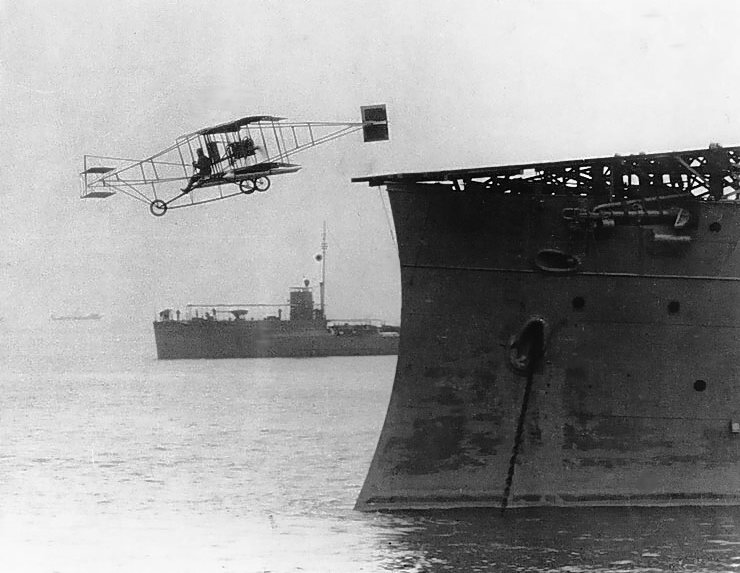
Юджін Ілей відразу після злету з палуби «USS Birmingham»

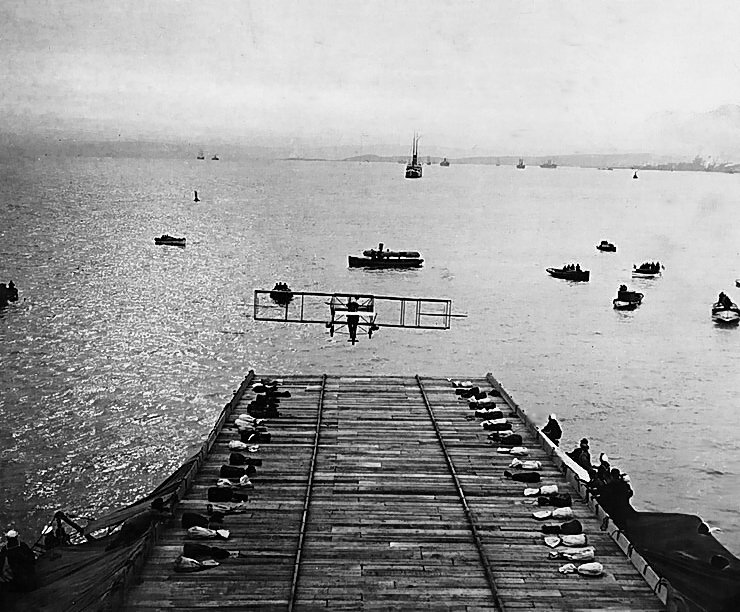
Юджін Ілей перед посадкою на «USS Pennsylvania»

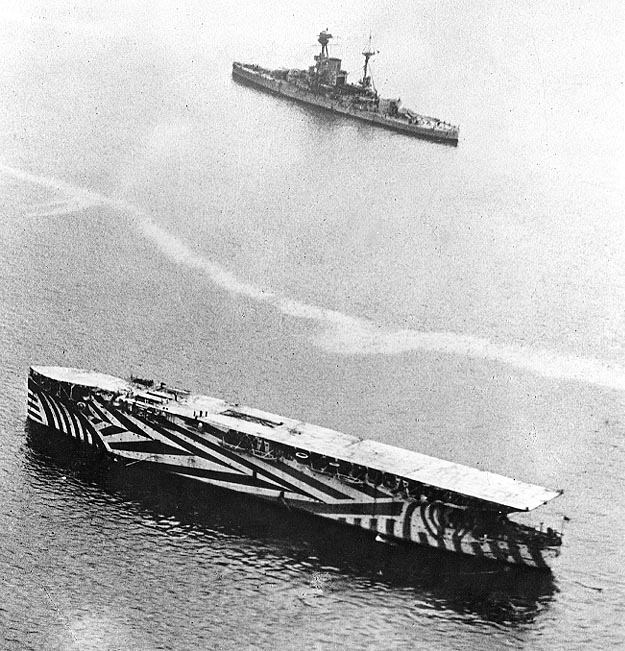
HMS «Аргус» став першим у світі авіаносцем із плоскою польотною палубою

Першими кораблями, що несли авіацію можна фактично назвати аеростатоносці XIX і початку XX століття. У зв'язку з обмеженістю можливостей аеростатів, вони застосовувалися головним чином у розвідувальних цілях (окремі спроби використати аеростати для бомбардувань — важко назвати успішними). Пізніше, багато хто з побудованих на початку XX століття аеростаносців, були переустатковані для носіння гідролітаків.
Розвиток авіації на початку XX століття змусило морські відомства різних країн звернути увагу на можливість застосування літаків у морській військовій справі. Спочатку літаки розглядалися як розвідники, однак незабаром став очевидним потенціал бомбардувальної й торпедоносної авіації.
Загальна концепція авіаносців була запропонована в доповіді військово-морського аташе США у Франції в 1908 році. Більш детально концепція авіаносців була описана в книзі Клемана Андера «L'Aviation Militaire», виданої в 1909 році
Перший зліт з палуби зробив 14 листопада 1910 американець Юджин Б. Елі з борта легкого крейсера «Бірмінгем». Це стало можливо завдяки встановленій на носі судна злітній платформі.
Через два місяці, 18 січня 1911 року, він же здійснив посадку на борт броненосного крейсера «Пенсильванія». Спеціально для цього була змонтована дерев'яна злітна палуба, з якої льотчик незабаром після успішної посадки знову злетів.
Першим справжнім авіаносцем (правда несучим гідролітаки) був британський авіаносець HMS Ark Royal, що був прийнятий на озброєння в 1915 році. Корабель брав участь в Першій світовій війні і проводив бомбардування османських позицій.
Досить екстравагантним проєктом став британський «Ф'юріос» — великий лінійний крейсер, за проєктом повинен був бути оснащений двома 457-мм баштовими гарматами, однак, ще на стапелі передня башта «Ф'юріоса» була знята й замість неї була змонтована польотна палуба.
Гібрид, що вийшов, виявився невдалим, тому що польотна палуба хоч і була достатня для злету, проте вона була занадто мала для вдалої посадки літака на авіаносець. Тому корабель був перебудований й оснащений додатковою 100-метровою «посадковою» палубою, що розташовувалася за надбудовами. Після чого з'ясувалося, що посадці літака на авіаносець, що рухається, тепер заважають повітряні вихри від палубної надбудови й димаря. І тому при будівництві британського HMS Argus, перебудований з італійського пасажирського лайнера «Conte Rosso», взагалі відмовилися від яких-небудь надбудов, обладнавши його великою плоскою палубою, радикально вирішивши проблему посадки літака на авіаносець. Однак, експлуатація виявила необхідність наявності хоч якоїсь надбудови, як командний місток, так і пости спостереження й засобу зв'язку.
Тому, уже після війни, при будівництві авіаносців HMS Eagle й HMS Hermes, було вирішено встановити по правому борту спеціальну надбудову острівного типу. Проте, у зв'язку із сумнівами адміралтейства при черговій перебудові «Ф'юріос», забравши всі надбудови не стали встановлювати «острів». І тільки через 15 років, острів на «Ф'юріос» все-таки був установлений. Не мали цієї надбудови також американський «Ленглі», японський Хошо, а також цілий ряд ескортних авіаносців.
Особливим типом авіанесучих суден були плавучі бази гідролітаків, авіаматки, що класифікувалися в різних флотах як авіатендери або гідроавіаносці. Цей тип кораблів міг забезпечити переміщення й зліт гідролітаків, але не забезпечував їхню посадку, внаслідок чого літаки сідали на воду й піднімалися на борт судна кранами.
Найперший авіаносець у флоті Російської імперії з'явився 19 листопада 1904 року, їм став аеростатоносець «Русь», придбаний на пожертвування графа Строганова Сергія Олександровича в Німеччині. «Русь» ніс на борту 8 аеростатів й 1 сферичну повітряну кулю. Аеростатоносець «Русь» так і не узяв участі в російсько-японській війні, а незабаром після поразки в Цусімі, він і зовсім був проданий «через непотрібність». Через кілька років, в 1909 році капітан корпуса корабельних інженерів Л. Мацієвич виступив у Петербурзі з доповіддю про необхідність створення авіаносців, а потім через півроку запропонував проєкт будівництва авіаносця на 25 аеропланів, із проведенням попередніх досвідів на одному з есмінців. Навесні 1910 року підполковником К. Конкоткиним був запропонований набагато більш дешевий проєкт з перебудови застарілого корабля «адмірал Лазарєв» у справжній авіаносець із польотною палубою й ангаром. І хоча обидва проєкти не були відкинуті, проєкт Мацієвича був відправлений в архів після його загибелі в авіакатастрофі восени 1910. А проєкт Конокоткина, одержавши первісне схвалення, був закритий після його переводу на Амурську Флотилію, з формулюванням «Справа виробництва сама собою припинена».
Проте з початком Першої світової війни морське відомство знову згадало про авіаносці, але оскільки будувати справжні кораблі цього класу було вже занадто пізно, то було ухвалене рішення переобладнати пароплави Імператриця Олександра, Імператор Олександр II, Імператор Микола II, Румунія в гідроавіаносці, а також доповнити озброєння крейсера Алмаз гідропланом. Причому «Імператриця Олександра» був відразу перейменований в «Орлицю», а «Імператор Олександр II» й «Імператор Микола II» були переіменовані в Республіканець й Авіатор тільки після Лютневої Революції. Всі ці гідроавіаносці (включаючи й крейсер «Алмаз») встигли взяти активну участь у війні.
Відомий український авіатор Лев Мацієвич у 1908 розробив проєкт авіаносця на 10 літаків, пізніше ― на 25.

### Авіаносці в період між світовими війнами
Під час Першої світової війни й протягом декількох років після її закінчення в авіаносці були перебудовані різні військові кораблі, наприклад, лінійні крейсери «Корейджес», «Глоріес», «Ф'юріос» і лінкор «Альміранте Кохрейн» (авіаносець «Ігл») в ВМС Великої Британії, лінкор «Беарн» у ВМС Франції, авіаносець «Беарн», лінійні крейсери «Лексінгтон» й «Саратога» в ВМС США, лінійний крейсер «Акагі» і лінкор «Кага» у Японії. Однією з причин подібних перебудов лінкорів в авіаносці, був Вашингтонський договір, що різко обмежив як ТТХ лінкорів, так і їхню кількість, у наслідок чого не залишалося іншого вибору як або переробити «зайвий» лінкор в авіаносець або віддати його на брухт. Що цікаво, американці і японці при перебудові важкого корабля (лінійного крейсера або лінкора) в авіаносець намагалися зберегти важке озброєння встановлюючи його по бортам. Таким чином, наприклад, американський важкий авіаносець «Лексінгтон» ніс вісім 203-мм гармат, а японський «Акагі» шість 203-мм гармат, будучи співрозмірним за калібром важкому крейсеру.
У міжвоєнні роки були також спроби побудови авіаносців на основі підводних човнів (підводні авіаносці), а також на базі дирижаблів і стратегічних бомбардувальників (повітряні авіаносці).
Що стосується СРСР, то в роки громадянської війни застосовувався ерзац-авіаносець «Коммуна», що являв собою баржу, на яку завантажили невелику кількість гідролітаків.

### Авіаносці під час Другої світової війни

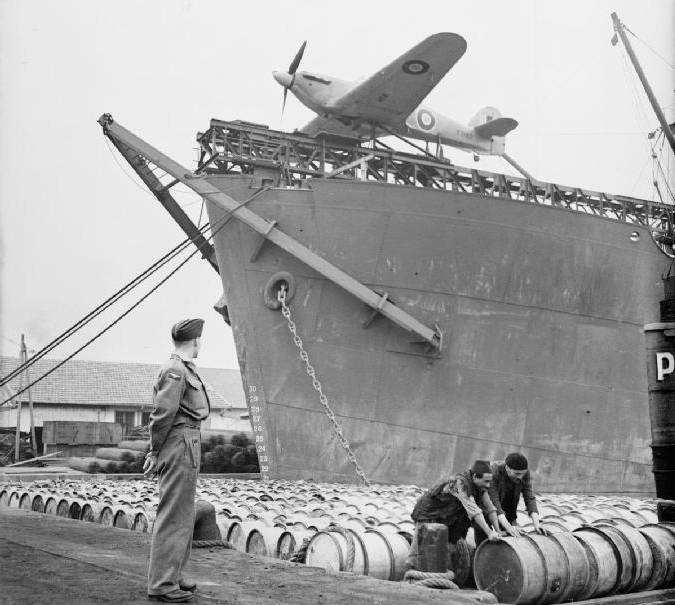
Катапульта торгового судна з літаком.

Роль авіаносців різко змінилася під час військово-морських боїв Другої світової війни, тому що військово-повітряні сили стали важливим фактором у війні. Поява повітряних суден як важливої зброї була обумовлена вищим діапазоном та ефективністю бомб та боєприпасів, що запускаються з літака. Вони мали більшу точність, ніж корабельні гармати, що робило їх досить ефективними. Під час Другої світової війни на Тихому океані відбулися перші зіткнення між авіаносними флотами. Японський раптовий напад на Перл-Гарбор в 1941 році був яскравою ілюстрацією можливостей сили авіаносців. Тим не менш, вразливість авіаносців в порівнянні з традиційними лінкорами показав ураження «HMS Glorious» вогнем німецьких крейсерів під час норвезької кампанії в 1940 році.
Ця особливість авіаносців змусила створити додатково ряд суден, які могли забезпечити їх прикриття з повітря та з моря. Тому з'явилися легкі авіаносці, які здійснювали ескорт великих важких авіаносців. Більшість легких авіаносців були перероблені з торгових суден, але були й такі, які створювалися спеціально з метою використання для протичовнової авіаційної підтримки конвоїв та десантувань. Згідно з цією концепцією були створені легкі авіаносці, наприклад USS Independence (CVL-22) у США, який являв собою велику, краще озброєну версію корабля супроводу.
До початку Другої світової війни такі країни мали авіаносці:
- Велика Британія
  - У строю: «Арґус», «Корейджес», «Ґлоріес», «Фьюріес»,«Іґл», «Гермес», «Арк Роял»
  - На стапелі: шість, типу «Іластріес».
- Франція:
  - У строю: «Беарн»
- США:
  - У строю: «Восп», «Лексінґтон», «Саратоґа», «Ентерпрайз», «Йорктаун», «Горнет», «Рейнджер», авіатранспорт «Ленґлі»
  - На стапелі:
- Японія:
  - У строю: «Акагі», «Каґа», «Сорю», «Дзуйкаку», «Хірю», «Сьокаку»
  - На стапелі:

Німеччина мала практично готовий авіаносець «Граф Цепелін», але використати його в бойових діях не встигла. Італія не мала авіаносців у складі діючого флоту й протягом війни не завершила будівництво жодного проєкту.
Що стосується СРСР, то в складі ВМФ СРСР не було жодного авіаносця на базі корабля, але було цілих п'ять повітряних авіаносців проєкту «Звено» — приписаних до ВМФ, а не ВПС, які були важкими бомбардувальниками ТБ-3, що несуть замість бомб винищувачі І-16. Всі п'ять авіаносців встигли взяти участь у боях 1941 року, але через перевагу Мессершміттів над І-16 в повітряному бою, використання авіаносців під кінець року зійшло нанівець. Проте, перші успіхи авіаносців у серпневих боях 1941 року надихнули адмірала Кузнецова на замовлення нових авіаносців (у замовлені було відмовлено на користь ВПС, що також гостро потребували бомбардувальників і винищувачів). Надалі, до кінця війни в СРСР не було побудовано жодного ані морського, ані повітряного авіаносця.
Крім надводних авіаносців будувалися також підводні, найбільшу активність у цій галузі проявила Японія, що мала три типи авіанесучих підводних човнів, найбільшим з яких був I-400 з трьома гідролітаками Aichi M6A на борту, призначеними для атак камікадзе. Японські підводні авіаносці провели єдине в історії авіаційне бомбардування території США, скинувши кілька запальних бомб з метою викликати лісові пожежі на тихоокеанському узбережжі.
Початок Другої світової війни став важливою віхою в практиці застосуванні авіаносців. Вже 17 вересня 1939 року німецький підводний човен U-29 відправив на дно британський «Корейджес» (за іронією долі цей авіаносець якраз займався пошуком підводних човнів). Наступним загинув однотипний «Глоріес», розстріляний разом із двома есмінцями німецькими крейсерами «Шарнгорст» і «Гнейзенау». Ці інциденти наочно показали, що авіаносець уразливий без відповідної бойової охорони.
На початку Другої світової війни, у зв'язку з нестачею повноцінних авіаносців, ВМС Великої Британії й ВМС Нідерландів почали застосовувати звичайні торговельні судна, перероблені в торгові авіаносці і катапультні авіанесучі транспорти. Однак, після вступу у війну США на американських верфях для власних потреб і для потреб союзних флотів була побудована велика кількість ескортних авіаносців. Японія також робила переобладнання, наприклад лінкор «Сінано», однотипний з «Ямато» й «Мусаші», був ще на стапелі перероблений в авіаносець. Старі лінкори «Ісе» й «Хіуґа» одержали замість кормових артилерійських веж ангари на 22 гідролітаки, які повинні були запускатися з катапульт.
У Другій світовій війні японські й американські авіаносці вже відігравали провідну роль в тихоокеанських боях. Наприклад, знаменита атака на Перл-Гарбор була зроблена за допомогою пікіруючих бомбардувальників, дислокованих на шістьох японських авіаносцях.

### Сучасні авіаносці
Після закінчення Другої світової війни авіаносці активно використовуються ВМС США у конфліктах різної інтенсивності (В'єтнам, Ірак, Афганістан, Косово).
Перший авіаносець із ядерною руховою установкою був уведений у лад в 1961 році. Ним став «Ентерпрайз», що має найбільшу довжину (342,3 метра) серед бойових кораблів світу.
В СРСР перші передескізні проєкти авіаносців були виконані в 1943 році. Проте після усунення адмірала М. Г. Кузнєцова з посади головнокомандувача Військово-морського флоту в 1955 році всі проєкти будівництва авіаносців були закриті новими головнокомандувачем С. Г. Горшковим. Авіаносці вважалися радянською пропагандою засобом агресії. Їхні бойові можливості й живучість занижувалися, а роль і можливості радянських ракетних крейсерів завищувались. Після приходу до влади Брежнєва і призначення міністром оборони А. А. Гречка в 1967 році, Горшков змінив свою думку. Результатом цього стало будівництво авіаносців «Мінськ», «Київ», «Новоросійськ» з розміщенням на них літаків вертикального злету та приземлення (ЛВЗП) Як-38.
Через переоцінку бойових можливостей ЛВЗП будівництво авіаносця, здатного нести літаки традиційного типу відкладалося. Через це перший і єдиний авіаносець такого типу, Проєкт 1143.5, Важкий авіаносний крейсер «Адмірал флоту Радянського Союзу Кузнєцов», був спущений на воду тільки в 1985 і прийнятий на озброєння в 1995 році.
Всі радянські й російські авіаносці позначаються як «Авіаносний крейсер» для того, щоб мати можливість перетинати Дарданелли, прохід авіаносців по якому не дозволяється на підставі Конвенції про режим проток від 1936 року. Дарданелли з'єднують Чорне море через протоку Босфор з Середземним морем, а значить із Атлантичним океаном. Ця протока була украй важливою для радянського військово-морського флоту, тому що єдиний досить великий стапель розташовувався на березі Чорного моря в Миколаєві (див. ст. Ульяновськ). Крім чисто термінологічної відмінності, ВАВКР «Адмірал Кузнєцов» відрізняється від авіаносців інших країн наявністю потужного власного озброєння, що дає йому можливість вести бій і без участі палубної авіації, тоді як традиційно власне озброєння сучасних авіаносців є протиповітряним.
У флотах США й Великої Британії, крім звичайних авіаносців, активно використовуються вертольотоносці, що виконують роль десантних кораблів.

### Проєктовані авіаносці
Провідною державою в проєктуванні авіаносців залишається США. У даний момент планується будівництво трьох авіаносців проєкту CVN-21.
Велика Британія планує будівництво двох сучасних авіаносців, головний корабель серії HMS Queen Elizabeth вступить у лад в 2014 році.
У Росії існують плани будівництва атомних авіаносців водотоннажністю близько 50 тисяч тонн.

### Списані авіаносці

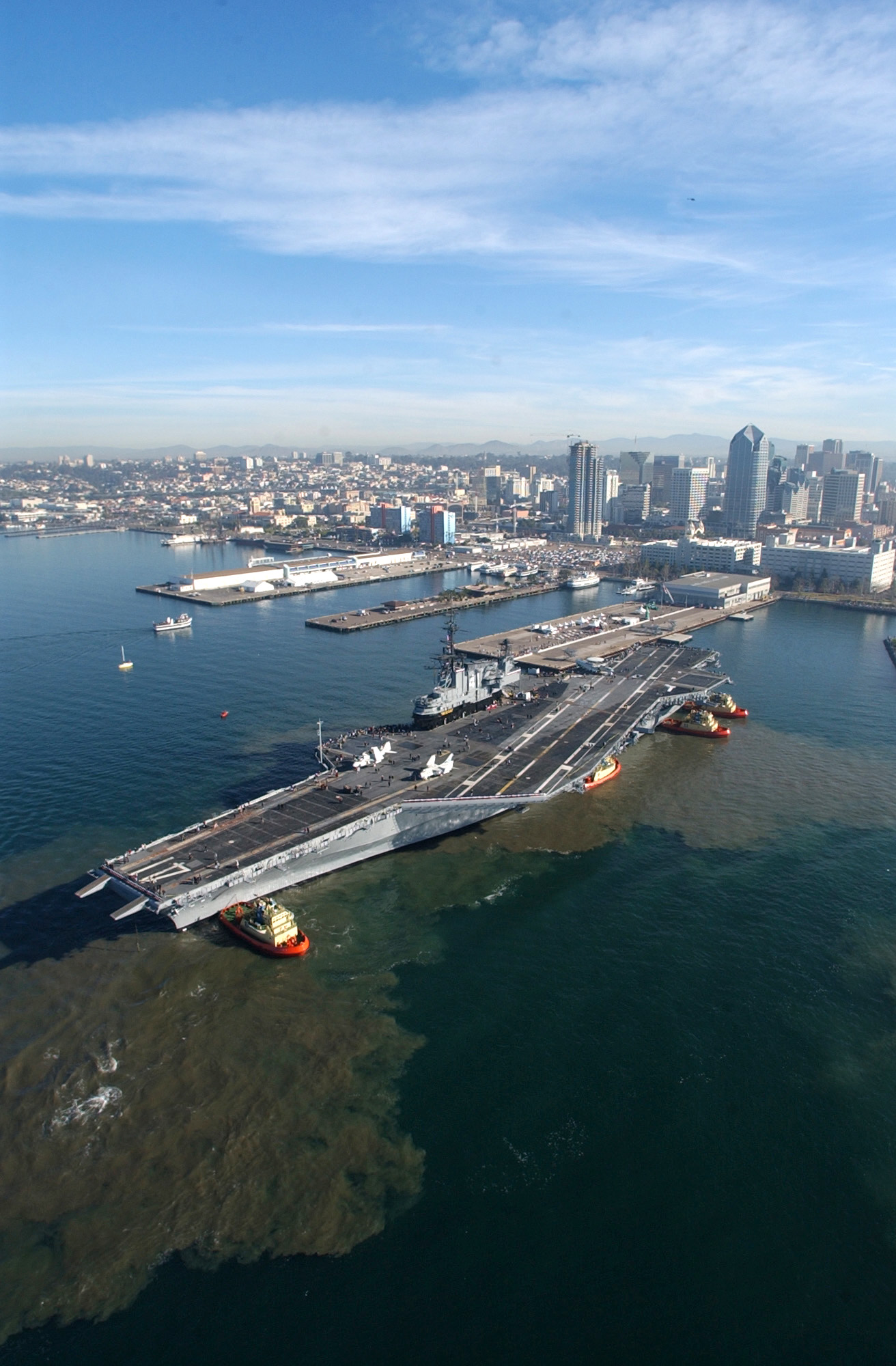
Авіаносець «Мідвей» (Сан-Дієго, США), найбільший музей, присвячений авіаносцям і морській авіації

Авіаносці, що завершили свій термін служби, іноді знаходять інше застосування. Наприклад, авіаносець США «Горнет» став музеєм у місті Аламеда. У 2004 році авіаносець США «Мідвей», останньою операцією якого була «Буря в пустелі», став музеєм у місті Сан-Дієго.
Авіаносець «Мінськ» був проданий в 1995 році й переобладнаний у парк розваг «Світ Мінська» у місті Шеньчжень,КНР. Авіаносець «Київ» був проданий в 1996 році й також переобладнаний у парк розваг у місті Тяньцзінь,КНР.
Застарілі моделі авіаносців іноді користуються попитом у флотах інших країн. Так, російський «Баку» був проданий Індії (у даний момент перебуває на ремонті), французький «Фош» (Foch) був проданий Бразилії.

## Технічні характеристики

### Корпус

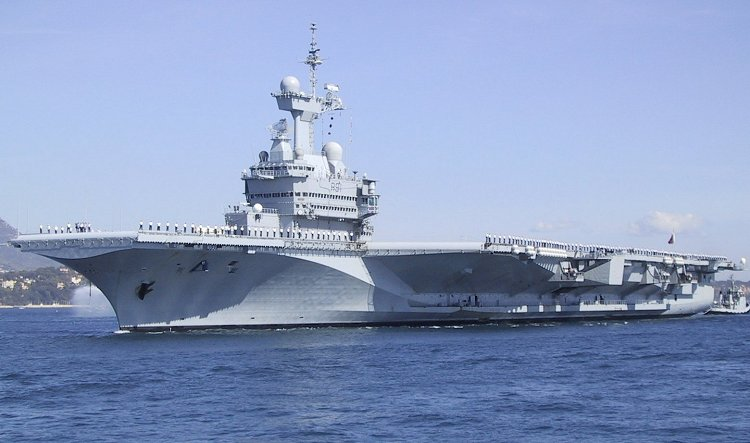
Атомний авіаносець ВМС Франції «Шарль де Голль».

Корпус типового авіаносця має довжину від 210 до 333 метрів й осадку до 12 метрів. Корпус виконаний з сталі, товщина якої може бути кілька сантиметрів. Живучість корпуса досягається за рахунок водонепроникних переборок і палуб. Для забезпечення необхідної площі польотної палуби і ангарів, корпус над ватерлінією значно збільшується в ширину, що надає авіаносцю його характерного вигляду. Під польотною палубою розташовані об'ємні ангари, у яких зберігаються й ремонтуються літаки та вертольоти. Переміщення літальних апаратів між палубами відбувається за допомогою спеціальних підйомників, кількість яких може досягати чотирьох (на великих авіаносцях). Нижче ангарів розташовані машинне відділення та інші службові приміщення. Для того, щоб забезпечити максимально можливу корисну площу польотної палуби, командний місток, антени й радарні установки розміщуються на так званому «острові». «Острів», як правило, розташовується по правому борту. Інше устаткування розташовується з боків корпуса нижче рівня польотної палуби. Для збільшення кількості літальних апаратів на борту частина з них перебуває не в ангарах, а безпосередньо на палубі.

### Польотна палуба
Існує дві основні конфігурації польотної палуби.

#### Плоска польотна палуба

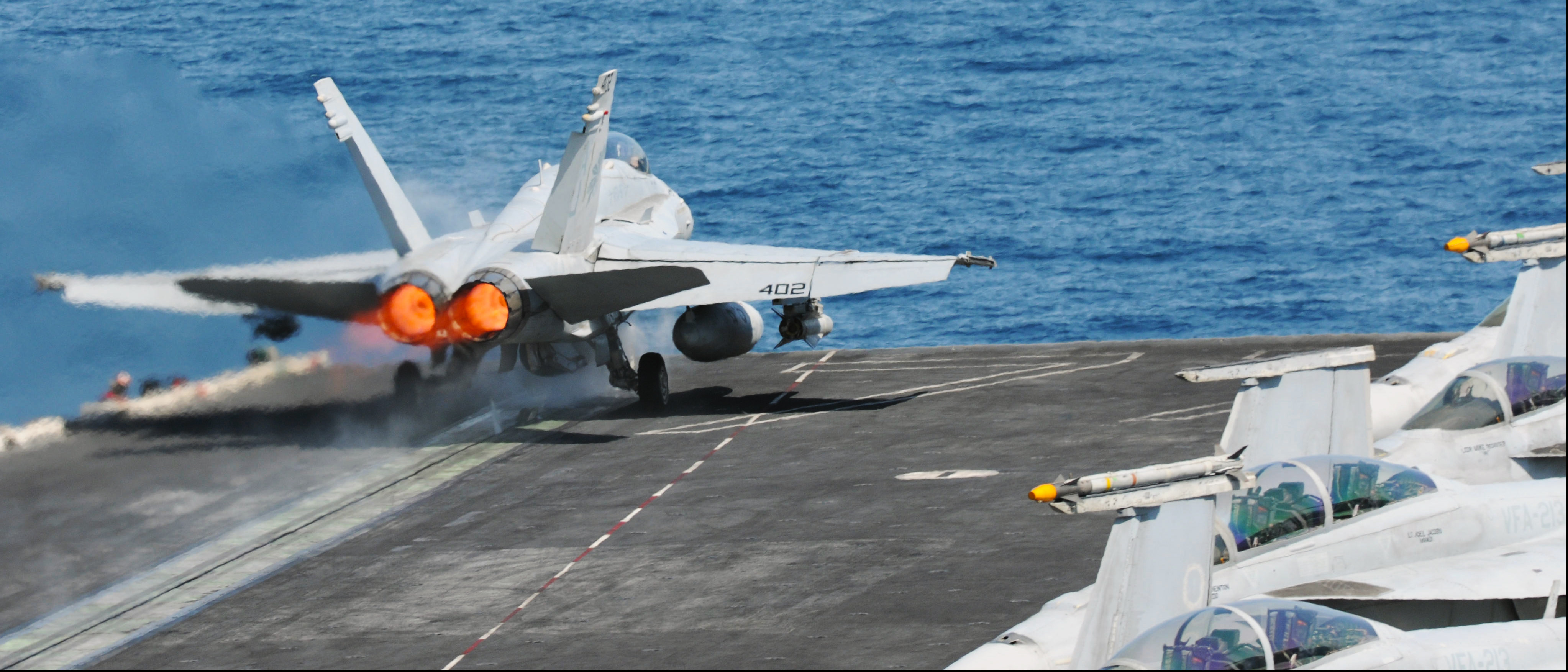
катапульта і F/A-18

На авіаносцях із такою польотною палубою літаки розганяють за рахунок застосування парової катапульти, оскільки довжини польотної палуби недостатньо для набору злітної швидкості. Для забезпечення можливості злету групи літаків у короткий термін, на авіаносці може бути встановлено до чотирьох катапульт. Для захисту персоналу й техніки від реактивних вихлопів, за літаком, що стартує, піднімається відбивач реактивного струменю, який відхиляє струмінь вгору.
Гальмування при посадці здійснюється за рахунок використання аерофінішерів, за троси яких чіпляються гальмівні гаки літаків. Смуги злету й посадки розташовані під кутом один до одного, щоб літаки, що сідають, не зіштовхнулися із тими, що готуються до старту.
Цей тип польотної палуби характерний для авіаносців Бразилії, США, та Франції.

#### Польотна палуба із трампліном

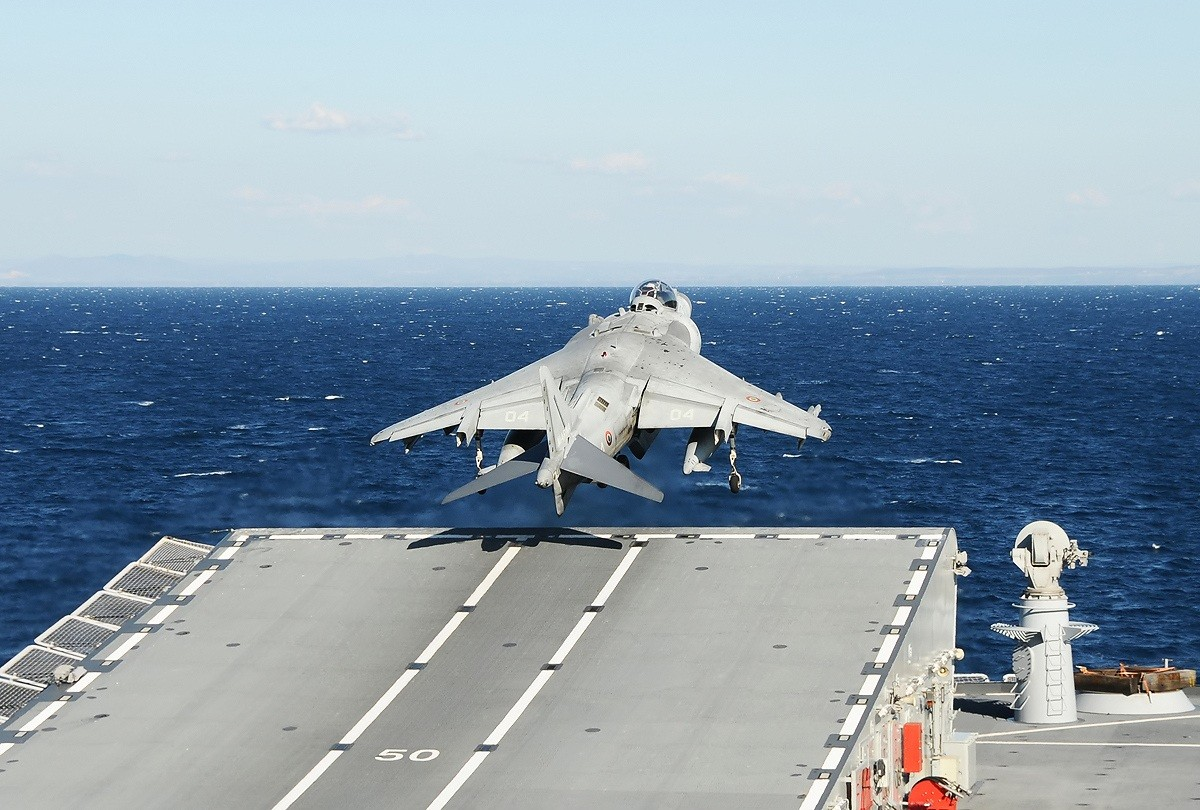
стрибки з трампліна та AV-8B

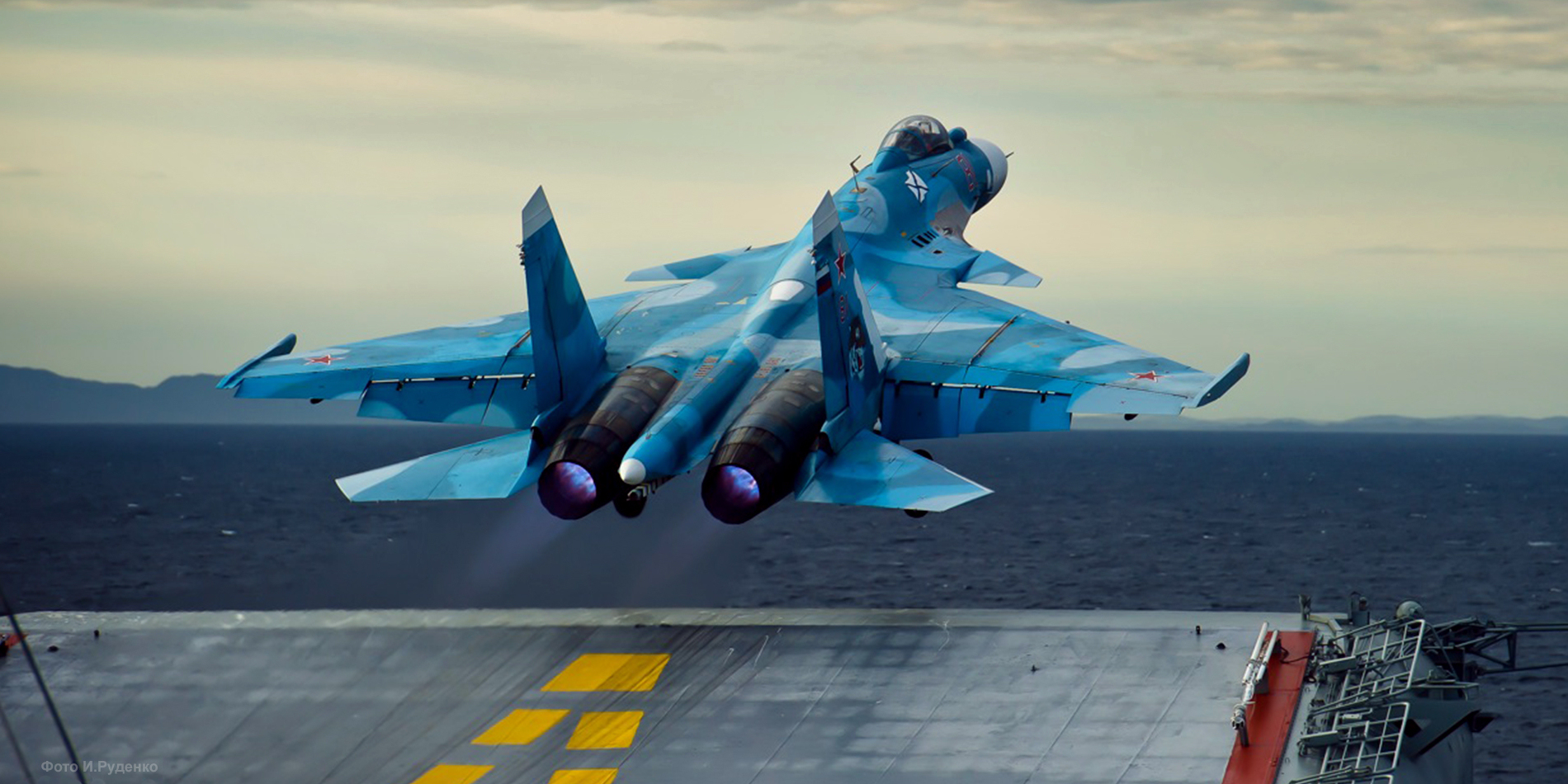
стрибки з трампліна та Су-33

Цей тип польотної палуби характерний для авіаносців, озброєних літаками вертикального злету та приземлення (ЛВЗП). Для збільшення стартової маси літаків на авіаносцях даного типу практикують зліт після короткого розбігу. У результаті цього літак заощаджує паливо порівняно з вертикальним злетом і здатний взяти більшу масу палива й озброєння. Через те, що швидкість ЛВЗП при посадці невелика, які-небудь додаткові пристрої для гальмування відсутні. Злітна й посадкова смуги об'єднані між собою. Цей тип польотної палуби характерний для авіаносців Великої Британії, Індії, Італії, Іспанії й Росії. Характерною рисою авіаносців радянських проєктів, а також майбутнього класу британських й індійських авіаносців, є організація злету з використанням трампліна й горизонтальної посадки із застосуванням гальмівних гаків. У такому режимі можуть літати літаки Су-33, МіГ-29ДО й «Єврофайтер Тайфун» (палубна версія).
Для зменшення швидкості літака при посадці чи злеті відносно палуби, авіаносець, незалежно від конфігурації, іде на максимальній швидкості проти вітру.

### Силові установки
12 діючих авіаносців (США — 11, Франція — 1) використовують як основні силові установки охолоджувані водою ядерні реактори, що надає їм майже необмежену дальність плавання. Крім того, застосування на авіаносцях ядерної енергетичної установки (ЯЕУ) дозволяє заощадити водотоннажність для авіаційного палива й боєзапасів, а також, за даними американських джерел знижує витрати на повсякденну експлуатацію. ЯЕУ надає авіаносцям (особливо атомним авіаносним з'єднанням) можливість багато днів і тижнів підтримувати швидкість руху, близьку до максимальної (29-32 вузлів (приблизно 55-60 км/г), що недоступно кораблям зі звичайно силовою установкою, змушених більшу частину часу рухатися з крейсерською швидкістю.

## Стратегія й тактика бойового застосування
Стратегія й тактика зазнавала значних змін протягом розвитку цієї бойової одиниці ВМФ. На ці зміни впливали головним чином локальні війни й конфлікти другої половини XX століття, а також політика та угоди держав, які володіють авіаносцями й будують їх.
У військових конфліктах у В'єтнамі, на Кубі, Косово й у Перській затоці авіаносці діяли в складі авіаносних груп, що включають кілька авіаносців або авіанесучих крейсерів, кораблі супроводу й допоміжні військові судна. Досвід цих конфліктів показує, що в другій половині XX століття основні бойові функції авіаносців це підтримка наземних військ і завоювання переваги в повітрі в зоні конфлікту за допомогою палубної авіації. Часи широкомасштабних дій авіаносних груп проти морських з'єднань супротивника пішли в історію.
Сьогодні авіаносці, мабуть, найуніверсальніші й найдорожчі бойові одиниці, оснащені крім основної зброї, — палубної авіації, — ракетним, гарматним озброєнням, здатні вирішувати універсальні завдання, але головне — забезпечувати необхідну перевагу в повітрі.
Авіаносці є однією з ключових складових військової потуги США, які входять до складу систем ядерного стримування й ракетної безпеки, будучи також важливою ланкою в теоріях і реальних планах можливих конфліктів із застосуванням ядерних озброєнь.